# I Feel Alive
«I Feel Alive» —[aɪ fiːl əˈlaɪv]; en español: «Me siento vivo»— es una canción compuesta por Dolev Ram y Penn Hazut e interpretada en inglés por Imri Ziv. Fue elegida para representar a Israel en el Festival de la Canción de Eurovisión de 2017 tras ganar la final nacional israelí, HaKokhav HaBa L'Eurovizion, el 13 de marzo de 2017.

## Festival de Eurovisión

### Festival de la Canción de Eurovisión 2017
Esta fue la representación israelí en el Festival de Eurovisión 2017, interpretada por Imri Ziv.
El 31 de enero de 2017 se organizó un sorteo de asignación en el que se colocaba a cada país en una de las dos semifinales, además de decidir en qué mitad del certamen actuarían. Como resultado, la canción fue interpretada en 18º (último) lugar durante la segunda semifinal, celebrada el 11 de mayo de 2017. Fue precedida por Estonia con Koit Toome & Laura interpretando «Verona». La canción fue anunciada entre los diez temas elegidos para pasar a la final, y por lo tanto se clasificó para competir en esta. Más tarde se reveló que el país había quedado en tercer puesto con 207 puntos.
El tema fue interpretado más tarde durante la final el 13 de mayo, seguido por Polonia con Kasia Moś interpretando «Flashlight». Al final de las votaciones, la canción había recibido 39 puntos (34 del jurado y 5 del televoto), y quedó en 23.er lugar de 26.